# Орден «Дуслык»
Орден «Дуслык» (тат. «Дуслык» ордены) — вторая по значимости государственная награда Республики Татарстан, учреждённая 25 апреля 2015 года и вручаемая Раисом Республики Татарстан.

## История
Орден «Дуслык» учреждён Законом Республики Татарстан от 25 апреля 2015 года, принятым Государственным советом Республики Татарстан за подписью президента Республики Татарстан Р. Н. Минниханова. Данная награда была создана ввиду расширения международного экономического и межрегионального сотрудничества Татарстана в рамках совершенствования его наградной системы, став вторым орденом республики. Внешний вид ордена был установлен указом президента от 28 августа 2015 года. Автором дизайна ордена является художник Г. Л. Эйдинов. Орденом за номером № 1 указом от 19 августа 2015 года был награждён первый президент Татарстана М. Ш. Шаймиев. По состоянию на 2020 год, орденом награждено более 160 человек. Наградная политика вызывает вопросы, орден часто вручается, при этом соответствующие указы не публикуются, в частности, значительный резонанс получило награждение 15-летнего А. Р. Кадырова, сына главы Чечни Р. А. Кадырова.

## Статут
Орденом «Дуслык» награждаются граждане Российской Федерации, иностранные граждане и лица без гражданства «за особые заслуги в укреплении международного авторитета Республики Татарстан, дружбы и сотрудничества между Республикой Татарстан и иностранными государствами, другими субъектами Российской Федерации, за значительный вклад в развитие экономических, торговых, научных, технических, социальных, культурных связей и промышленного потенциала, эффективной инвестиционной, благотворительной и общественной деятельности, способствующих процветанию Республики Татарстан». Вышестоящей по отношению к ордену наградой является орден «За заслуги перед Республикой Татарстан», нижестоящей — медаль ордена «За заслуги перед Республикой Татарстан». Орден носится на левой стороне груди, после орденов и медалей Российской Федерации и СССР, а также ордена «За заслуги перед Республикой Татарстан». Для повседневного ношения ордена предназначена орденская планка, причём одновременное ношение ордена вместе с орденской планкой не допускается. Орденская планка также носится на левой стороне груди и располагается после наград СССР и РФ.
Награждение орденом, как и остальными государственными наградами Татарстана, производится указом раиса Республики Татарстан по решению соответствующей комиссии по государственным наградам, официальное сообщение о награждении публикуется в газете «Республика Татарстан». Вручение ордена производится раисом или другими должностными лицами по его поручению на соответствующей торжественной церемонии. Награждение может быть произведено посмертно. В таком случае, а также по причине смерти награждённого до вручения, орден передаётся его родственникам на память. Лицам, удостоенным ордена, предоставляется ежемесячная денежная выплата в размере 200 рублей, субсидии в размере 50 процентов расходов по оплате жилья и коммунальных услуг, 100 процентов по оплате телефонной связи, радио, коллективной антенны, а также бесплатное зубо- и слухопротезирование.

## Описание

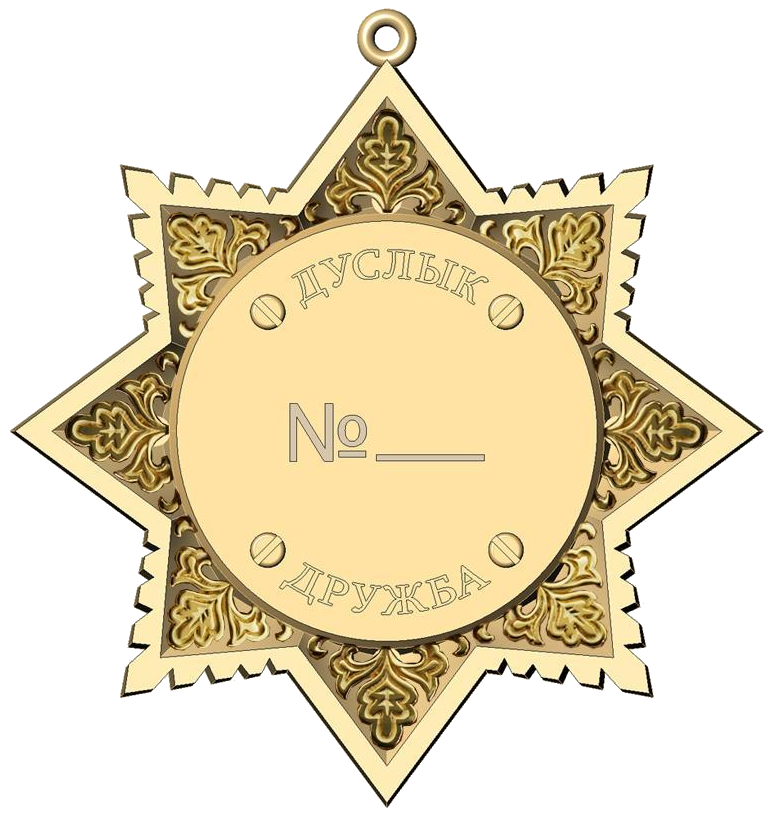
Реверс знака ордена

Знак ордена «Дуслык» изготовлен из серебра 925-й пробы и представляет собой восьмилучевую позолоченную звезду, лучи которой образуют пятиугольники. На горизонтальных и вертикальных лучах изображён цветочный орнамент, тогда как диагональные лучи представляют собой штралы. Расстояние между противоположными лучами составляет 52 миллиметра. На аверсе знака в центре звезды расположен круглый медальон диаметром 28 мм с выпуклой позолоченной каймой, который по окружности обрамлён изображением цветков тюльпана на серебряном поле. В центре медальона, покрытого синей эмалью, располагается серебряное стилизованное изображение Казанского кремля. Реверс знака представляет собой круглый медальон диаметром 28 мм, в центре которого выбит номер ордена, а по окружности расположены две надписи: вверху на татарском языке — «ДУСЛЫК», внизу на русском — «ДРУЖБА». Лучи на реверсе покрыты цветочным орнаментом. Все изображения и надписи являются рельефными.
При помощи ушка и кольца знак соединён с прямоугольной колодкой размерами 28 на 50 мм. Нижняя часть колодки выполнена в виде пятиугольника с ушком и отверстием для продевания синей шёлковой муаровой ленты, в центре которой расположены три полосы в цветах государственного флага Республики Татарстан: зелёная, белая и красная. Ширина ленты составляет 28 миллиметров, ширина зелёной и красной полос — 4 мм, ширина белой полосы — 1 мм. Орденская планка представляет собой прямоугольную колодку размерами 10 на 24 мм, обтянутую идентичной по цветам лентой. Ширина ленты составляет 24 мм, зелёной и красной полос — 4 мм, ширина белой полосы — 1 мм.